# تیفون (فیلم ۲۰۰۵)
تیفون (انگلیسی: Typhoon; کره‌ای: 태풍) فیلم اکشن محصول سال ۲۰۰۵ کره جنوبی به کارگردانی کواک کیونگ تک و با بازی جانگ دونگ گون، لی جونگ جه و لی می یون است. جانگ دونگ یون در نقش یک پناهنده انتقام‌جو بازی می‌کند که به دزد دریایی تبدیل شده و قصد دارد حمله‌ای بزرگ به کره شمالی و جنوبی ترتیب دهد. یک افسر ارشد نیروی دریایی کره جنوبی (لی جونگ جه) مسئول توقف نقشه‌های او و اجرای حکم اعدامش می‌شود.
تیفون در زمان خود پرهزینه‌ترین فیلم کره‌ای بود که با بودجه‌ای بیش از ۱۵ میلیون دلار (تقریباً ۱۷ میلیارد وون) ساخته شد. فیلمبرداری این فیلم در سه کشور کره جنوبی، تایلند و روسیه انجام شده است.